# Epischura massachusettsensis
Epischura massachusettsensis là một loài động vật giáp xác Copepoda thuộc họ Temoridae. Đây là loài đặc hữu của Hoa Kỳ.